# Anna-Maria Ravnopolska-Dean
Anna-Maria Ravnopolska-Dean (em búlgaro:   Анна-Мария Равнополска-Дийн) é uma notória harpista búlgara.